# Liste von Persönlichkeiten der Stadt Salzwedel
Persönlichkeiten der Stadt Salzwedel, die wichtig für Salzwedel und seine Geschichte sind, die also hier maßgeblich gewirkt haben oder deren Person eng mit dem Namen Salzwedel verbunden wird, sind hier aufgeführt, aber auch solche, die bloß dort geboren wurden.

## In Salzwedel geboren
- Helmold Glaedenstedt (vor 1371–1441), Philosoph und Arzt
- Abdias Prätorius (1524–1573), Theologe und Reformator
- Stephan Praetorius (1536–1603), Theologe
- Erasmus Johannis (Hansen) (um 1545–1601), unitarischer (sozianischer) Theologe
- Georg Stampelius (1561–1622), Theologe
- Jacob Reinecke (1572–1613), lutherischer Theologe, Propst in Cölln und Hauptpastor in Hamburg
- Benedikt Winkler (1579–1648), Jurist
- Georg Winckler (1582–1654), Kaufmann
- Joachim Carstens (1596–1673), Jurist, Syndikus
- Johannes Klein (1604–1631), Theologe
- Werner Theodor Martini (1626–1685), Rechtsgelehrter
- Zacharias Stampeel (1654–1731), lutherischer Theologe, Pädagoge und Bibliothekar
- Ulrich Christoph von Stille (1654–1728), Generalleutnant und Kommandant der Festung Magdeburg
- Johann Gottfried Hornejus (1689–1757), Theologe
- Joachim Wasserschlebe (1709–1787), Diplomat in dänischen Diensten und Kunstsammler
- Joachim Johann Daniel Zimmermann (1710–1767), Theologe und Schriftsteller
- Philipp Wilhelm Gercken (1722–1791), Historiker
- Christian Friedrich Christoph Stelzer (1738–1822), Kriegs- und Domänenrat, Syndikus und Oberbürgermeister von Halle
- Johann Georg Wilhelm von Baerensprung (1741–1803), preußischer Beamter
- Christian Steltzer (1758–1831), Jurist sowie Rektor der Kaiserlichen Universität zu Dorpat
- Friedrich Gottfried Leue (1801–1872), Jurist, Rechtsreformer, Politiker und Autor
- Jenny Marx (1814–1881), Sozialistin, Ehefrau von Karl Marx
- Friedrich Hermann Otto Danneil (1826–1908), Kultur- und Kirchenhistoriker
- Albert von Bennigsen-Foerder (1838–1886), preußischer Landrat
- Hermann Grothe (1839–1885), Ingenieur und Politiker
- Werner von der Schulenburg (1841–1913), Landrat und Reichstagsabgeordneter
- Bernhard von der Schulenburg (1844–1929), Generalmajor und Rechtsritter des Johanniterordens
- Ludwig Lemme (1847–1927), evangelischer Theologe und Hochschullehrer
- Karl Viereck (1853–1916), Jurist und Politiker
- Konrad Zechlin (1854–1936), Heimatforscher und Apotheker
- Friedrich Meinecke (1862–1954), Historiker
- Johannes Meyer-Brüggemann (1871–1957), Kaufmann und Kommunalpolitiker
- Ernst Hentschel (1876–1945), Meeresbiologe
- Heinz von Ortenberg (1878–1959), Mediziner, Leibarzt Kaiser Wilhelms II. und Autor
- Richard Stappenbeck (1880–1963), Geologe
- Heinrich Gahrns (1882–1955), Politiker (CDU)
- Erhard Weyhe (1882–1972), deutsch-amerikanischer Kunstbuchhändler und Verleger
- Erich Dahlgrün (1895–1978), evangelischer Pfarrer
- Hans Georg Dahlgrün (1901–1974), Jurist und Politiker
- Jörn Lange (1903–1946), Chemiker und Hochschullehrer
- Hans Mettel (1903–1966), Bildhauer
- Erdmann Werner Böhme (1906–1992), Verkehrs- und Musikwissenschaftler
- Kurt Schütte (1909–1998), Mathematiker
- Heinz Billing (1914–2017), Ehrenbürger, Physiker sowie Pionier der Computerentwicklung und bei der Erforschung von Gravitationswellen
- Joachim Dorenburg (1915–1978), Jurist und Politiker
- Irmgard Praetz (1920–2008), Leichtathletin
- Helga Weyhe (1922–2021), Ehrenbürgerin und Buchhändlerin
- Günter Mardus (1924–2020), Physiker und Politiker (CDU)
- Christa Partsch (1926–2002), Buchbinderin und Lyrikerin
- Lorenz Weinrich (* 1929), Historiker
- Christoph Albrecht (1930–2016), Organist, Dirigent und Komponist
- Hans Rémond (* 1932), Maler
- Alexander Kaul (1934–2023), Biophysiker
- Siegfried Pank (* 1936), Cellist und Gambist
- Uwe Herms (1937–2023), Schriftsteller
- Harald Lorscheider (1939–2005), Komponist
- Horst Ring (* 1939), Maler und Grafiker
- Lutz Dieter Behrendt (* 1941), Historiker
- Alexander von Plato (* 1942), Philosoph und Historiker
- Klaus Wallenstein (* 1943), Archäologe, Bergmann und Parteifunktionär
- Konrad Halver (1944–2012), Schauspieler, Hörspielmacher und Synchronsprecher
- Joachim Holz (* 1944), Politiker (DBD, CDU)
- Karl Kremser (* 1945), American-Football-Spieler
- Willibald Toscher (* 1948), Politiker (CDU)
- Christoph Noetzel (* 1950), Kirchenmusiker und Komponist
- Klaus Decker (* 1952), Fußballspieler
- Doris Maletzki (* 1952), Leichtathletin
- Jürgen Scharf (* 1952), Landespolitiker (CDU)
- Liane Deicke (* 1954), Politikerin (SPD)
- Lieselotte Reznicek (* 1955), Sängerin und Model
- Peter Urie (1955–2005), Pfarrer und Bischof in der Republik Kasachstan
- Mathias Löttge (* 1958), Politiker (CDU)
- Antje Stille (* 1961), Schwimmerin
- Michael Ziche (* 1961), Politiker (CDU), Landrat des Altmarkkreises Salzwedel
- Reneé Schmidt (* 1967), Radsporttrainer
- Andy Böhme (* 1970), Skeletonpilot
- Bert Knoblauch (* 1972), Oberbürgermeister von Schönebeck
- Toralf Staud (* 1972), Journalist und Buchautor
- Ingmar Stadelmann (* 1980), Stand-up-Comedian, Sprecher und Radiomoderator
- Yvonne Grünwald (* 1984), Akkordeonistin und Teilnehmerin am 59. Eurovision Song Contest in Kopenhagen
- Michel Niemeyer (* 1995), Fußballspieler
- Lenny Borges (* 2001), Fußballspieler

## Mit Salzwedel verbundene Personen

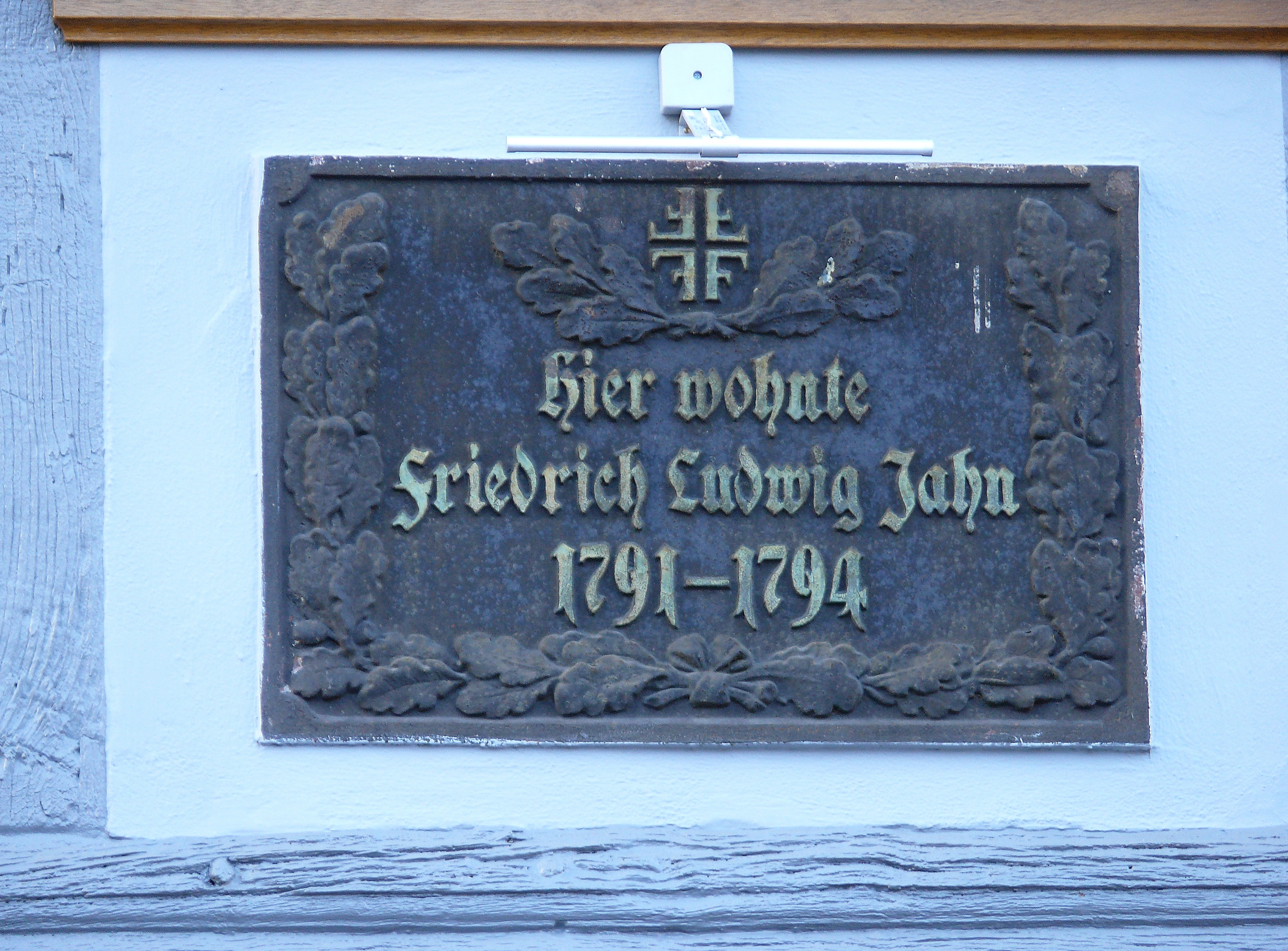
Gedenktafel zu Ehren von Friedrich Ludwig Jahn

- Nikolaus Krage († 1559), Theologe und Reformator, verbrachte seine letzten Lebensjahre in Salzwedel
- Joachim Wagner (1690–1749), Orgelbauer, der „Märkische Silbermann“ verstarb in Salzwedel beim Bau der Orgel für die Marienkirche
- Friedrich Ludwig Jahn (1778–1852), Turnvater, besuchte das Gymnasium Salzwedel
- Johann Friedrich Danneil (1783–1868), Prähistoriker und Heimatforscher, Stadtchronist, Direktor des Salzwedeler Gymnasiums
- Wilhelm Harnisch (1787–1864), Pädagoge und Schriftsteller, besuchte das Salzwedeler Gymnasium und beschrieb Salzwedel in Mein Lebensmorgen
- Hermann Wagener (1815–1889), konservativer Publizist und Politiker, besuchte das Gymnasium Salzwedel
- Hermann Hager (1816–1897), Apotheker und Pharmazeut, Apothekerlehre in der Löwenapotheke
- Hermann Masius (1818–1893), Pädagoge, zeitweilig Gymnasiallehrer in Salzwedel
- Bertha Behrens (1848–1912), Schriftstellerin (Pseudonym: Wilhelmine Heimburg), begann in Salzwedel mit dem Schreiben
- Hugo Prejawa (1854–1926), Baubeamter, Architekt und Archäologe, 1897–1910 Kreisbaubeamter in Salzwedel
- Karl Söhle (1861–1947), Musikkritiker und Schriftsteller, besuchte das Salzwedeler Gymnasium und beschrieb Salzwedel in Der verdorbene Musikant
- Anna Freiin von Welck (1865–1925), Äbtissin des Klosters Drübeck, letzte Herrin der Propstei Salzwedel
- Max Adler (1867–1937), Pädagoge und Historiker, 1907–1932 Direktor des Salzwedeler Gymnasiums
- Wilhelm Fehse (1880–1946), Pädagoge und Wilhelm-Raabe-Forscher, ab 1929 am Gymnasium in Salzwedel
- Ernst Salge (1882–1949), Jurist und Kommunalpolitiker, 1921–1925 Bürgermeister in Salzwedel
- Wilhelm Dieckmann (1889–1947), Politiker (SPD), Geschäftsführer der Mieter-Spar und Baugenossenschaft Salzwedel, Stadtrat und Mitglied des Kreisausschusses von Salzwedel
- Paul Waligora (1907–1968), Maler und Grafiker, lebte ab 1945 in Salzwedel; 1951 bis 1956 Leiter des Freilichtmuseums Diesdorf.
- Ekkhard Verchau (1927–2016), Historiker, aufgewachsen in Salzwedel
- Egon Sommerfeld (1930–2014), Politiker (CDU), Landrat des Landkreises Salzwedel, Mitglied des Landtages Sachsen-Anhalt
- Uwe Friesel (* 1939), Schriftsteller, Vorsitzender des Verbandes Deutscher Schriftsteller, lebt in Salzwedel
- Michel Jacot (1940–2023), Schauspieler und Maler, wuchs in Salzwedel auf
- Siegfried Schneider (1946–2016), Politiker, Bürgermeister und Stadtdirektor von Salzwedel
- Carl Vetter (* 1949), Deutscher Klang-, Licht- und Installationskünstler, lebt in einem Ortsteil von Salzwedel
- Karl-Heinz Reck (* 1949), Politiker, Kultusminister und Mitglied des Landtages von Sachsen-Anhalt
- Reinhard Jirgl (* 1953), Schriftsteller, lebte 1953–1964 bei Großeltern in Salzwedel
- Eckhard Gnodtke (* 1958), Politiker (CDU), stellvertretender Landrat des Altmarkkreises Salzwedel, Mitglied des Bundestages
- Jürgen Stadelmann (* 1959), Politiker (CDU), Mitglied des Landtages von Sachsen-Anhalt, Staatssekretär im Ministerium für Landwirtschaft und Umwelt des Landes Sachsen-Anhalt, Geschäftsführer der Landesanstalt für Altlastenfreistellung des Landes Sachsen-Anhalt
- Christian Franke-Langmach (* 1992), Politiker (Bündnis 90/Die Grünen), Stadtrat von Salzwedel, Landesvorsitzender und Mitglied des Koalitionsausschusses von Sachsen-Anhalt